# Seleute
Seleute is een plaats en voormalige gemeente in het Zwitserse kanton Jura, en maakt deel uit van de gemeente Clos du Doubs in het district Porrentruy.
Seleute telt 71 inwoners.

## Externe link

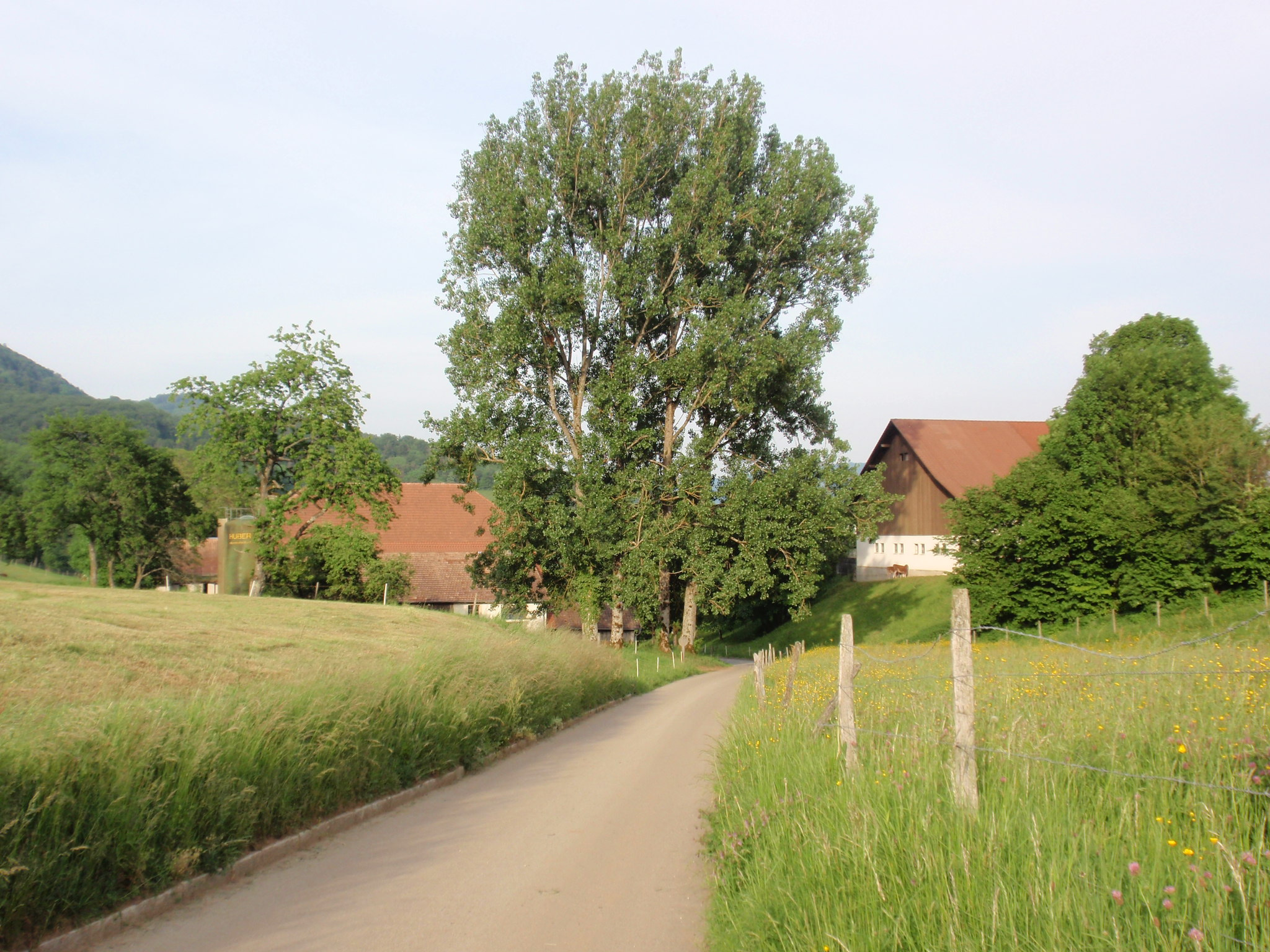
Seleute